# Hummus

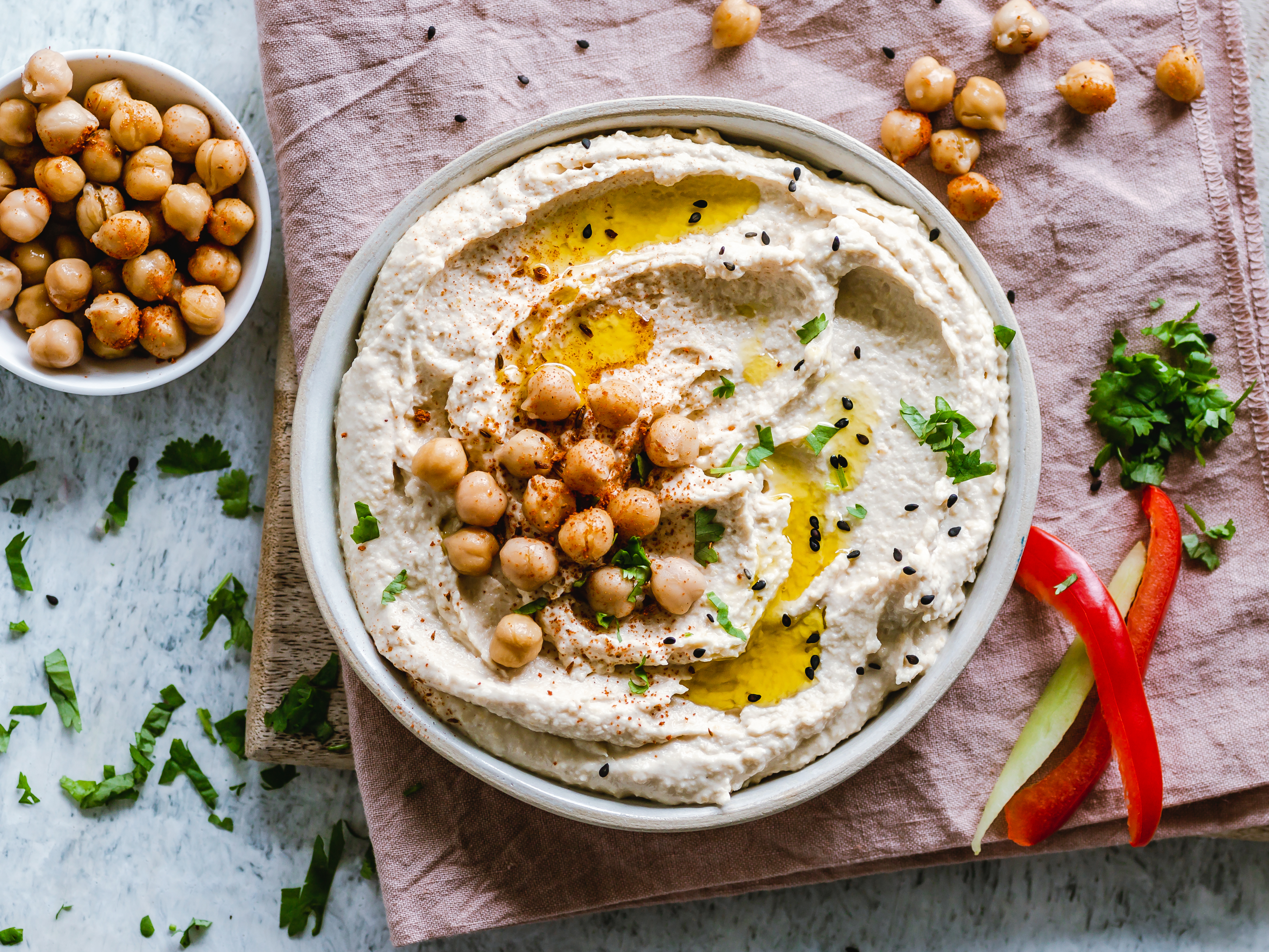
Hummus.

Hummus (arabiska: حمص, hummus, ”kikärta”) eller kikärtsröra är en maträtt bestående av pureade kikärter med sesampasta (tahini) och olivolja, smaksatt med vitlök och citronjuice. Maträtten har sitt ursprung i Levanten, där den funnits åtminstone sedan medeltiden, men är populär i hela Medelhavsregionen och i ökande grad i västvärlden. Kikärtrörans fullständiga namn på arabiska är hummus bi tahīna (حمص بالطحينة) som bokstavligen betyder "kikärtor med sesampasta".

## Hummus i Israel
Hummus, hebreiska: חומוס, xumus, blev på 1950-talet ett etablerat inslag i det israeliska köket. Dess genomslag kom inte lika tidigt som för falafeln; i Palestina före Israels bildande åts den sällan av judar som hade sitt ursprung utanför Mellanöstern. När hummus togs upp i det israeliska köket uppskattades maträttens lokala ursprung på samma sätt som med falafeln. Rätten är dessutom billig och enkel att framställa industriellt av lokala råvaror, och eftersom den inte innehåller mejeriprodukter kan den användas i kosherköket. Flera så kallade "hummuserior" uppstod; de serverade hummus med bland annat ägg och grönsaker, och hummus användes även på bröd som alternativ till smör eller majonnäs. Östeuropeiska invandrare till Israel valde emellanåt att äta hummusen som en varm sås till maten, något som inte varit en arabisk sedvänja.

## Tillredning
Hummus är förhållandevis enkelt att göra hemma, men kan vara tidskrävande. Utgår man från torkade kikärter krävs att man först låter dem ligga i vatten under cirka åtta timmar och därefter kokar dem i en timme, men man kan också använda färdigkokta, konserverade kikärtor. Ingredienserna mixas ihop med en stavmixer eller matberedare. Exempel på kryddor som brukar användas är spiskummin och chili.

## Servering
Hummus serveras vanligen som del av en meze, men kan också användas som pålägg eller för att dippa pitabröd, grönsaker eller nachos. Röran äts ofta till maträtterna foul medames och shawarma. I eller till hummusen kan serveras bland annat hackad tomat, gurka, färsk koriander, persilja, karamelliserad lök, hela kikärter, olivolja, hårdkokt ägg, paprika, sumak, oliver eller torshi.